# 史塔布斯 (貓)
史塔布斯（1997年4月12日－2017年7月20日），又譯薩塔布斯，自出生起就已是美國阿拉斯加州迪纳利山山腳的小鎮塔基特納的榮譽鎮長，牠在任期間的主要職務就是促進塔奇納的旅遊業發展。
這個名為塔基特納的小鎮位於馬塔努斯卡-蘇西特納自治市鎮的第七區內，由於只是歷史上的統計地區而非具有行政權的自治市鎮，所以只有社區議會而沒有市議會，不設市長職位，因此史塔布斯只能擔任這個鎮的榮譽鎮長。外間有傳言指史塔布斯的當選是由於這個有人口900人的小鎮的投票者由於反對當時的候選人而在選票上寫上牠的名字，其實是不可能的。該小鎮位於的所在分區的鎮議會代表是Vern Halter，而位處的自治市鎮的現任鎮長是Larry DeVilbiss。
2013年8月31日，史塔布斯在逛街時被一隻狗襲擊，被送往獸醫接受治療，至9月9日出院。
2017年7月20日，史塔布斯在家中辭世，享年20歲。